# 張善 (永樂進士)
參數所指定的目標頁面不存在，建議更正成存在頁面或直接建立下列一個頁面（建立前請先搜尋是否有合適的存在頁面可以取代）：
- 张善

張善（15世紀—15世紀），字性之，福建建寧府浦城縣人，明朝政治人物。

## 生平
張善是孝子張添保的長子，永樂十八年（1420年）中舉人，十九年（1421年）聯捷進士，獲授監察御史，有外戚放縱家奴毆打人致死，他彈劾對方不法十事使對方入獄，宦官侵奪民田三百畝，事情揭發後竟不歸還，他就疏列其罪，永樂帝命將宦官置法；巡按廣東時處決剽掠的軍人林思祐，抓捕其黨羽三十多人，又彈劾都司某受賄縱惡，褫奪對方職務，瑤族人為患廣東，他聯同撫帥討平，再巡按廣西，剷除宿弊冗員、練兵修城不遺餘力，因父親逝世回鄉，正統年間多次婉拒徵用，七十五歲去世。從子張瓛，是成化十六年舉人。

## 引用
1. 1 2  光緒《續修浦城縣志·卷二十二·人物二》：張善，字性之，孝子添保長子也，登永樂己丑【辛丑】進士，除監察御史，戚畹某縱奴毆人致死，善劾其不法十事逮繫詔獄，巨璫奪民田至三百畝，事覺詔償其直竟不與，善疏列其罪，上寘璫於法，出按廣東，馬軍林思祐倚權肆剽掠，善廉得惡蹟四十餘欵，捕其黨三十餘人寘諸法，尸思祐於市，并劾都司某受賕縱惡褫其職，士民稱快。猺為廣患，偕鎭撫帥精銳搗其巢穴，猺患以平，改按廣西，所至剷弊剔蠹練兵葺城不遺餘力，丁外艱歸，正統間屢徵不起，年七十有五卒，從子瓛。
2. ↑  光緒《續修浦城縣志·卷二十·選舉》：進士……永樂……十九年 辛丑 曾鶴齡榜 張善 字性之，官巡按兩廣監察御史，有傳……舉人……（永樂）十八年 庚子 吳觀榜 張善 辛丑進士